# Adenostemma goyazense
Adenostemma goyazense là một loài thực vật có hoa trong họ Cúc. Loài này được R.M.King & H.Rob. mô tả khoa học đầu tiên năm 1983.